# Zij en haar
Zij en haar is een boek over holebi’s. Het is een boek geschreven door Dirk Bracke en werd voor het eerst gepubliceerd in 2004. Voor het schrijven heeft Dirk Bracke veel gesprekken gehad met holebi-jongeren.

## Inhoud
Eve en Margaux fietsen zoals elke dag samen naar school, ze lachen en maken plezier. Als ze bij een kruispunt willen oversteken komt er ineens een auto vanachter een vrachtwagen. Margaux wordt omvergereden voor de ogen van haar vriendin en ze is dood. Eve kan het niet geloven. Twee jaar na het ongeluk denkt ze er nog elke dag aan. Het leven gaat echter verder. Eve speelt tennis aan top-niveau en 'probeert' op jongens verliefd te geraken.
Dit lukt niet zo goed, ze probeert het eens met Tibo (omdat ze denkt dat het zo hoort), maar ze voelt zich niet goed bij hem. Ze weet niet hoe het komt, maar ze is liever niet bij de jongens. Ze denkt liever aan de ogen van de knappe Céline. Eve is in de war. 'Zou ik verliefd zijn op Céline? Het kan toch niet dat ik verliefd ben op een meisje'. Hoe moet ze dit aan haar ouders vertellen, hoe zouden ze reageren? En dan is er nog altijd Margaux waarover ze steeds meer en meer fantaseert.